# T Lyrae
T Lyrae è una rara stella al carbonio visibile nella costellazione della Lira. È la stella col più elevato indice di colore che sia stata attualmente osservabile (B-V = 5,5). Visibile con binocoli o piccoli telescopi, con uno strumento da 150-200 mm è possibile apprezzarne il colore rosso profondo, che risulta più evidente durante i periodi di minima luminosità. Dista circa 2345 anni luce dal sistema solare. La stella R Leporis aveva sino a qualche anno fa un indice B-V, al minimo della luminosità, di 5,7, ma tale valore si è ridotto in tempi recenti.

## Caratteristiche
T Lyrae è una fredda stella al carbonio di tipo spettrale C6,5 ed è una stella variabile irregolare lenta; la sua luminosità varia irregolarmente tra le magnitudini 7,5 e 9,2. Come per le altre stelle della sua classe, nella sua atmosfera sono presenti in grandi quantità prodotti carboniosi, che intercettano la luce emessa dalla fotosfera lasciando passare solo la radiazione a lunghezze d'onda più lunghe tendenti al rosso, determinandone il colore, tipico di queste stelle e particolarmente pronunciato nel caso di T Lyrae.
La magnitudine assoluta della stella, di -1,78 in luce visibile, diventa di -8,4 nella banda K, dove viene presa in considerazione la grande quantità di luce infrarossa che emette avendo una bassa temperatura superficiale. Mac Donald et al., in uno studio del 2012, indicano la temperatura superficiale attorno ai 3200 K, mentre Bergeat et al., nel 2005, suggeriscono una temperatura di appena 2300 K.